# Klaus Held

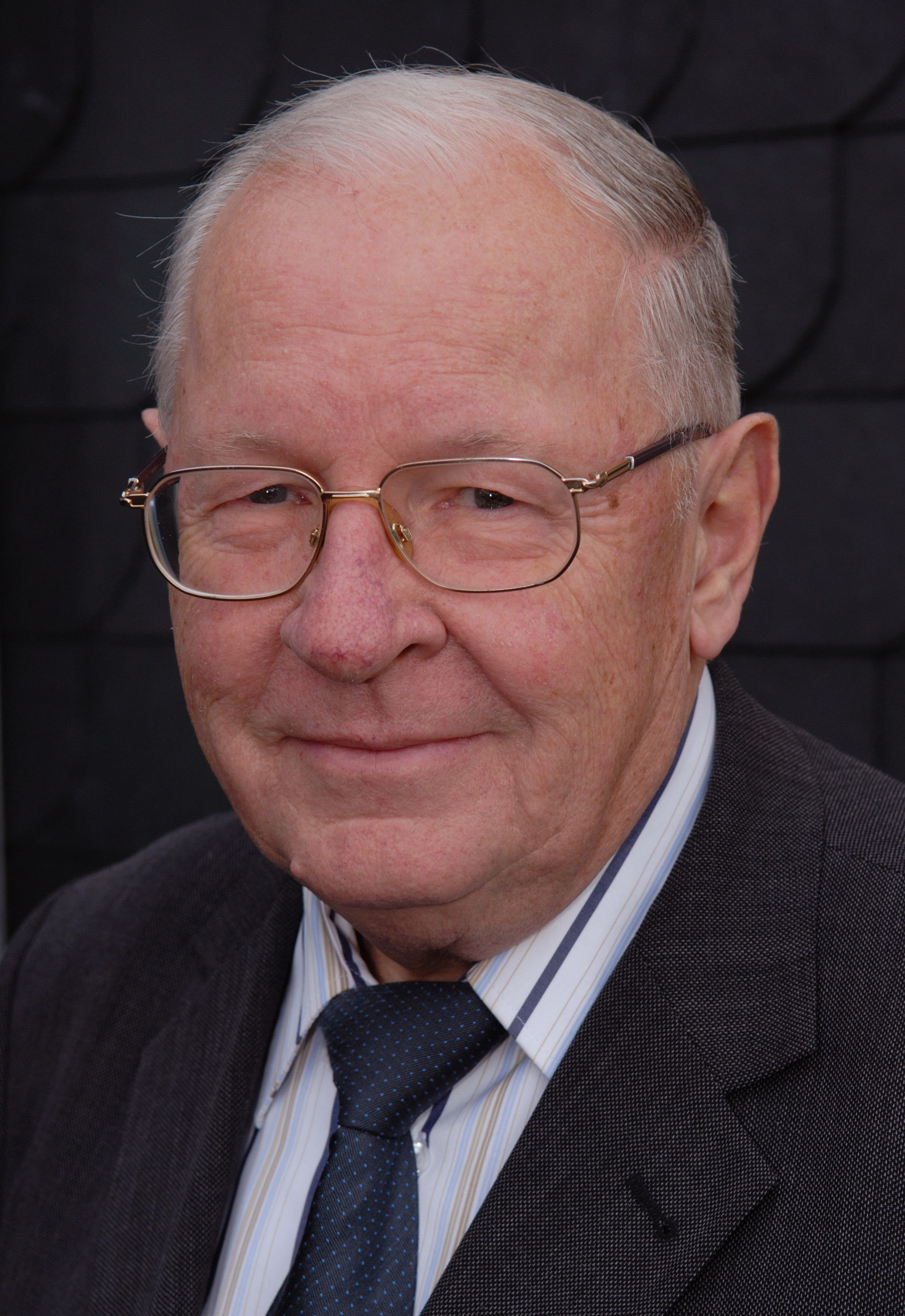
Klaus Held (2010)

Klaus Held (* 1. Februar 1936 in Düsseldorf; † 6. Dezember 2023) war ein deutscher Philosoph.
Hauptfelder seiner Forschungen waren die Phänomenologie von Edmund Husserl und Martin Heidegger, die antike Philosophie und die politische Philosophie.

## Leben
Nach dem Abitur am Wilhelm-Dörpfeld-Gymnasium in Wuppertal im März 1956 studierte Held, gefördert durch die Studienstiftung des deutschen Volkes, von 1956 bis 1962 Philosophie und klassische Philologie in München, Freiburg im Breisgau, Bonn und Köln. Er promovierte 1962 an der Universität zu Köln zum Dr. phil. Dort war er von 1963 bis 1970 Assistent für Philosophie bei Ludwig Landgrebe und habilitierte sich 1970. 1971 wurde er als wissenschaftlicher Rat und Professor an die RWTH Aachen berufen. 1974 folgte er dem Ruf auf den neuen Lehrstuhl für Philosophie an der Bergischen Universität Wuppertal. Einen Ruf an die Universität Tübingen 1984 lehnte er ab. Seit 1977 gehörte er dem Gründungssenat der Bergischen Universität an. Seitdem betreute er wissenschaftlich Forschungsgäste und Doktoranden aus allen Kontinenten. 1987 bis 1991 war er Prorektor für Studium und Lehre. 2001 wurde er emeritiert. Wegen seiner Aufbauleistung gilt er als „Vater der Wuppertaler Philosophie“.
Seit Ende der siebziger Jahre entwickelte sich die Wuppertaler Philosophie zu einem international anerkannten Zentrum phänomenologischer Forschung. Held betreute eine große Zahl von Forschungsgästen und Doktoranden aus Europa, Nord- und Südamerika, Asien und Afrika und hielt Vorträge in vielen Ländern dieser Kontinente. Als Forschungsstipendiat oder Gastprofessor weilte er mehrfach längere Zeit in Japan (Staatliche Universität Hiroshima 1987, Staatliche Universität Kyōto 1993, 1996, 2001 und 2005). Außerdem war er Gastprofessor in den USA an der State University of New York at Stony Brook (1991 und 2003), am Istituto Italiano per gli Studi Filosofici in Neapel (1992), an der Europäischen humanistischen Universität (EHU) in Minsk (Belarus) (2001), der Chinese University in Hongkong (2003) und der Staatlichen Universität Seoul in Südkorea (2007).
1987 bis 1994 war Held Präsident der Deutschen Gesellschaft für phänomenologische Forschung. 1992 gründete er zusammen mit Bernhard Waldenfels das DFG-geförderte Graduiertenkolleg „Phänomenologie und Hermeneutik“ an den Universitäten Wuppertal und Bochum und leitete es gemeinsam mit ihm bis 1998. Außerdem wirkte er als Gutachter für die Deutsche Forschungsgemeinschaft (DFG), als Mitgutachter für die Richtlinien des gymnasialen Philosophieunterrichts sowie für die Philosophieanforderungen im Ersten Staatsexamen. Von 1982 bis 1990 war er Referent und Mitglied des Planungsbeirats bei den Dr. Tigges Reiseakademien.

## Werk
Klaus Held widmete sich der Fortführung der von Edmund Husserl begründeten Phänomenologie. Er interpretierte sie als „Phänomenologie der Welt“ und als moderne Erneuerung der ältesten Idee von Philosophie und Wissenschaft bei den Griechen. Dabei stützte er sich primär auf Husserls Begriff der Lebenswelt und auf die phänomenologischen Elemente im Denken von Martin Heidegger. Helds Phänomenologie der Welt gabelt sich in eine „Phänomenologie der politischen Welt“, den Versuch einer neuen historisch-systematischen Grundlegung der politischen Philosophie unter Aufnahme von Ideen Hannah Arendts, und in eine „Phänomenologie der natürlichen Lebenswelt“. Im Rahmen dieser Forschungsfelder beschäftigten Held auch die Stellung Europas in der globalisierten Welt und seine Prägung sowohl durch die römische Rezeption griechischen Denkens als auch durch den biblischen Glauben. Neben den fachphilosophischen Veröffentlichungen publizierte er auch für ein breiteres Publikum. Bücher und Aufsätze von ihm sind in 18 Sprachen übersetzt.

## Auszeichnungen
- 1963 – Auszeichnung für „die beste Dissertation des Jahres 1962“ der Universität Köln
- 2000 – Preis der Pallas Athene des Wilhelm-Dörpfeld-Gymnasiums, Wuppertal
- 2002 – Bundesverdienstkreuz am Bande der Bundesrepublik Deutschland
- 2004 – Premio Capo Circeo der Vereinigung deutsch-italienische Freundschaft
- 2017 – Ehrenmitglied der Deutschen Gesellschaft für phänomenologische Forschung

## Schriften
- Lebendige Gegenwart. Die Frage nach der Seinsweise des transzendentalen Ich bei Edmund Husserl, entwickelt am Leitfaden der Zeitproblematik, Phaenomenologica Band 23, Den Haag 1966 (japanisch Koyo-Verlag Kyoto 1978 u. Hokuto Shuppan Verlag 1988, englisch The Living Present, Noesis Press, USA)
- Heraklit, Parmenides und der Anfang von Philosophie und Wissenschaft. Eine phänomenologische Besinnung, Berlin 1980
- Stato, interessi e mondi vitali. Per una fenomenologia della politica, a cura di Antonio Ponsetto, Brescia 1981
- Einführung in Husserls Phänomenologie, in: Edmund Husserl: Die phänomenologische Methode und Edmund Husserl: Phänomenologie der Lebenswelt, herausgegeben von Klaus Held, 3. Auflage, Stuttgart, 1998 und 2000 (übersetzt ins Japanische und Englische)
- Treffpunkt Platon. Philosophischer Reiseführer durch die Länder des Mittelmeers, Stuttgart 1990 (3. Auflage 2001, Taschenbuchausgabe 2009) (übersetzt ins Französische, Niederländische, Japanische, Koreanische und Italienische)
- La fenomenologia del mondo e i Greci, a cura di Renato Cristin, Mailand 1995
- Phänomenologie der politischen Welt, Frankfurt am Main 2010 (übersetzt ins Polnische)
- Phänomenologie der natürlichen Lebenswelt, Frankfurt am Main 2012
- Europa und die Welt. Studien zur welt-bürgerlichen Phänomenologie, West-östliche Denkwege Band 22, Sankt Augustin 2013
- Zeitgemäße Betrachtungen, Frankfurt am Main 2017
- Der biblische Glaube, Phänomenologie seiner Herkunft und Zukunft, Frankfurt am Main 2018